# Socia de alcoba
Socia de alcoba es una película en blanco y negro coproducción de Argentina y Brasil dirigida por George Cahan sobre el guion de Bill Barret según la novela "The sleeping partner", de Winston Graham que se estrenó el 5 de junio de 1962 y que tuvo como protagonistas a Jean-Pierre Aumont, Tônia Carrero, Luis Dávila, Alberto Dalbes y Nathán Pinzón.Fue filmada en Brasilia y Río de Janeiro y también se exhibió como   Carnaval del crimen  y  Sócio de Alcova.

## Sinopsis
Al descubrir que ha sido engañado por su esposa, un arquitecto decide investigar y cuando ella es asesinada es acusado del crimen.

## Reparto
- Jean-Pierre Aumont
- Tônia Carrero
- Luis Dávila
- Alberto Dalbes
- Nathán Pinzón
- Alix Talton
- Jardel Filho
- Norma Bengell
- Norma Blum
- Laura Suárez
- Paulo Montes
- Joao Goulart
- Agildo Ribeiro
- Francisco Dantas
- Sadi Cabral
- Noelia Noel
- Alicia Bonnet

## Comentarios
Jorge Miguel Couselo opinó en Correo de la Tarde:

”La arquitectura de Brasilia y el humorismo de lo serio.”

En nota firmada por ADN dijo Clarín:

”Jean Pierre Aumont, desdibujado y sin mucho entusiasmo, es el arquitecto que solo, solito y solo trata de dar con el asesino de su mujer.”

Manrupe y Portela escriben:

”Aburridísima película que nunca entra en materia.”